# Обертилиах
Обертилиах (на немски: Obertilliach) е селище в южна Австрия, в окръг Лиенц на провинция Тирол. Разположено е на 1450 m надморска височина в Алпите, близо до границата с Италия. Населението му е 664 души (според приблизителна оценка от януари 2019 г.).